# Rajd Włoch 2003
Rezultaty Rajdu Włoch (45º Rallye Sanremo – Rallye d’Italia), eliminacji Rajdowych Mistrzostw Świata w 2003 roku, który odbył się w dniach 3 – 5 października. Była to jedenasta runda czempionatu w tamtym roku i trzecia asfaltowa oraz piąta w Junior WRC. Bazą rajdu było miasto San Remo. Zwycięzcami rajdu została francusko-monakijska załoga Sébastien Loeb i Daniel Elena jadący Citroënem Xsarą WRC. Wyprzedzili oni Francuzów Gilles’a Panizziego i Hervé’a Panizziego w Peugeocie 206 WRC oraz estońsko-brytyjską załogę Markko Märtina i Michaela Parka w Fordzie Focusie WRC. Z kolei zwycięzcami Junior WRC została sanmaryńsko-włoska para Mirco Baldacci i Giovanni Bernacchini we Fiacie Punto S1600.
Rajdu nie ukończyło czterech kierowców fabrycznych. Mistrz świata Marcus Grönholm w Peugeocie 206 WRC nie ukończył rajdu na 14. odcinku specjalnym z powodu wypadku i uszkodzenia koła. Z kolei jego rodak Mikko Hirvonen w Fordzie Focusie WRC odpadł z rajdu na 4. oesie z powodu awarii układu rozrządu. Norweg Petter Solberg w Subaru Imprezie WRC na 14. oesie wycofał się z rajdu z powodu braku paliwa. Z rajdu odpadł także inny, Fin Toni Gardemeister jadący Škody Fabii WRC. Wycofał się na 2. oesie z powodu awarii hamulców.

## Klasyfikacja ostateczna (punktujący zawodnicy)
| Miejsce  | Zawodnik              | Pilot                | Samochód             | Czas      | Strata   | Grupa | Punkty |
| WRC      | WRC                   | WRC                  | WRC                  | WRC       | WRC      | WRC   | WRC    |
| -------- | --------------------- | -------------------- | -------------------- | --------- | -------- | ----- | ------ |
| 1.       | Sébastien Loeb        | Daniel Elena         | Citroën Xsara WRC    | 4:16:33.7 |          | A8 M  | 10     |
| 2.       | Gilles Panizzi        | Hervé Panizzi        | Peugeot 206 WRC      | 4:17:02.0 | +28.3    | A8 M  | 8      |
| 3.       | Markko Märtin         | Michael Park         | Ford Focus WRC       | 4:17:28.3 | +54.6    | A8 M  | 6      |
| 4.       | Carlos Sainz          | Marc Martí           | Citroën Xsara WRC    | 4:19:06.9 | +2:33.2  | A8 M  | 5      |
| 5.       | François Duval        | Stéphane Prévot      | Ford Focus WRC       | 4:20:32.6 | +3:58.9  | A8 M  | 4      |
| 6.       | Colin McRae           | Derek Ringer         | Citroën Xsara WRC    | 4:20:57.5 | +4:23.8  | A8 M  | 3      |
| 7.       | Richard Burns         | Robert Reid          | Peugeot 206 WRC      | 4:23:43.2 | +7:09.5  | A8 M  | 2      |
| 8.       | Philippe Bugalski     | Jean-Paul Chiaroni   | Citroën Xsara WRC    | 4:23:46.3 | +7:12.6  | A8 M  | 1      |
| JWRC     |                       |                      |                      |           |          |       |        |
| 1. (16.) | Mirco Baldacci        | Giovanni Bernacchini | Fiat Punto S1600     | 4:43:22.6 |          | A6    | 10     |
| 2. (18.) | Salvador Cañellas     | Xavier Amigo         | Suzuki Ignis S1600   | 4:48:44.4 | +5:21.8  | A6    | 8      |
| 3. (21.) | Dimityr Iliew         | Janakij Janakijew    | Peugeot 206 XS S1600 | 4:50:02.1 | +6:39.5  | A6    | 6      |
| 4. (23.) | Ville-Pertti Teuronen | Harri Kaapro         | Suzuki Ignis S1600   | 4:52:01.8 | +8:39.2  | A6    | 5      |
| 5. (25.) | Luca Cecchettini      | Marco Muzzarelli     | Fiat Punto S1600     | 4:55:07.8 | +11:45.2 | A6    | 4      |
| 6. (28.) | Guy Wilks             | Phil Pugh            | Ford Puma S1600      | 5:00:33.0 | +17:10.4 | A6    | 3      |
| 7. (32.) | Abdo Feghali          | Joseph Matar         | Ford Puma S1600      | 5:02:40.6 | +19:18.0 | A6    | 2      |

1. ↑  Litera M przy oznaczeniu grupy do której należy samochód oznacza, iż tylko ci kierowcy zdobywali punkty dla swoich zespołów liczonych w klasyfikacji producentów na koniec sezonu.

## Zwycięzcy odcinków specjalnych
| Dzień     | Odcinek | G. rozp. | Nazwa            | Długość | Zwycięzca      | Czas    | Lider rajdu    |
| --------- | ------- | -------- | ---------------- | ------- | -------------- | ------- | -------------- |
| 1 (3 PAŹ) | SS1     | 07:18    | Perinaldo 1      | 12.40km | Sébastien Loeb | 7:56.2  | Sébastien Loeb |
| 1 (3 PAŹ) | SS2     | 09:26    | Ceppo 1          | 36.42km | Sébastien Loeb | 24:05.5 | Sébastien Loeb |
| 1 (3 PAŹ) | SS3     | 12:25    | Cosio 1          | 19.19km | Markko Märtin  | 11:56.3 | Sébastien Loeb |
| 1 (3 PAŹ) | SS4     | 13:17    | San Bartolomeo 1 | 25.31km | Markko Märtin  | 14:47.2 | Sébastien Loeb |
| 1 (3 PAŹ) | SS5     | 15:54    | Perinaldo 2      | 12.40km | Sébastien Loeb | 7:45.6  | Sébastien Loeb |
| 1 (3 PAŹ) | SS6     | 16:42    | Ceppo 2          | 36.42km | Sébastien Loeb | 23:38.7 | Sébastien Loeb |
| 2 (4 PAŹ) | SS7     | 09:20    | Teglia 1         | 52.30km | Markko Märtin  | 35:01.7 | Sébastien Loeb |
| 2 (4 PAŹ) | SS8     | 12:26    | Cosio 2          | 19.19km | Markko Märtin  | 11:51.3 | Sébastien Loeb |
| 2 (4 PAŹ) | SS9     | 13:18    | San Bartolomeo 2 | 25.31km | Markko Märtin  | 14:44.2 | Sébastien Loeb |
| 2 (4 PAŹ) | SS10    | 15:52    | Teglia 2         | 52.30km | Markko Märtin  | 34:48.6 | Sébastien Loeb |
| 3 (5 PAŹ) | SS11    | 09:12    | Vignai 1         | 26.54km | Sébastien Loeb | 18:00.7 | Sébastien Loeb |
| 3 (5 PAŹ) | SS12    | 09:54    | Colle d'Oggia 1  | 21.52km | Markko Märtin  | 13:58.7 | Sébastien Loeb |
| 3 (5 PAŹ) | SS13    | 12:28    | Vignai 2         | 26.54km | Gilles Panizzi | 19:42.6 | Sébastien Loeb |
| 3 (5 PAŹ) | SS14    | 13:10    | Colle d'Oggia 2  | 21.52km | Gilles Panizzi | 15:59.6 | Sébastien Loeb |

## Klasyfikacja po 11 rundach
Tabele przedstawiają tylko pięć pierwszych miejsc.

### Kierowcy
| Lp. | Kierowca       | Pkt |
| --- | -------------- | --- |
| 1   | Richard Burns  | 57  |
| 2   | Sébastien Loeb | 55  |
| 3   | Carlos Sainz   | 53  |
| 4   | Petter Solberg | 48  |
| 5   | Markko Märtin  | 43  |

### Producenci
| Lp. | Producent              | Pkt |
| --- | ---------------------- | --- |
| 1   | Citroën Total          | 125 |
| 2   | Marlboro Peugeot Total | 121 |
| 3   | 555 Subaru WRT         | 76  |
| 4   | Ford Rallye Sport      | 71  |
| 5   | Škoda Motorsport       | 21  |